# Больничная улица (Самара)
Больничная у́лица находится в Октябрьском районе города Самары.
Начало берёт от Полевой улицы и заканчивается на улице Мичурина и пересекается с улицами:
- Владимирская
- Первомайская
- Клиническая

## История
В дореволюционные времена Больничная улица отделяла территорию Земской больницы (отсюда и название, ныне Самарская городская клиническая больница имени Н. И. Пирогова) и фруктового сада купца 3-й гильдии, молоканина Акинфия Прохоровича Грачёва (разг. — Молоканский сад) от Солдатской слободы.
В 1936 году была открыта общеобразовательная школа (Больничная, 14). В 1975 году для школы построили современное здание, которое сейчас занимает «Лицей информационных технологий». А первое здание заняла «Музыкальная школа им. Кабалевского».
В 1937 году был введен в эксплуатацию «Клуб трамвайно-троллейбусного управления» (Больничная, 1). Сейчас здание клуба занимает «Медико-технический лицей».
По адресу Больничная, 2 расположена «Самарская городская станция скорой медицинской помощи».
В 1970-х годах начался снос частного сектора улицы Больничной. Здесь появились жилые дома №№ 16, 18, 20 и 20а, а также административные здания: вычислительный центр Куйбышевского областного статистического управления (ныне Территориальный орган Федеральной службы государственной статистики по Самарской области и Центр лицензионно-разрешительной работы Управления Федеральной службы войск национальной гвардии Российской Федерации по Самарской области).
В 1981 году на Больничной улице появилось малосемейное общежитие.
Рядом с территорией больницы имени Пирогова в 1985 году появилась база Горзеленхоза (Больничная, 2а).

## Транспорт
По самой же улице общественный транспорт никогда не ходил.